# Tabanus duckei
Tabanus duckei är en tvåvingeart som beskrevs av David Fairchild 1985. Tabanus duckei ingår i släktet Tabanus och familjen bromsar.
Artens utbredningsområde är Venezuela. Inga underarter finns listade i Catalogue of Life.